# Mitchell Range
Mitchell Range är en bergskedja i Kanada.   Den ligger i provinsen British Columbia, i den centrala delen av landet, 3 600 km väster om huvudstaden Ottawa.